# Matthias Müller (Manager)

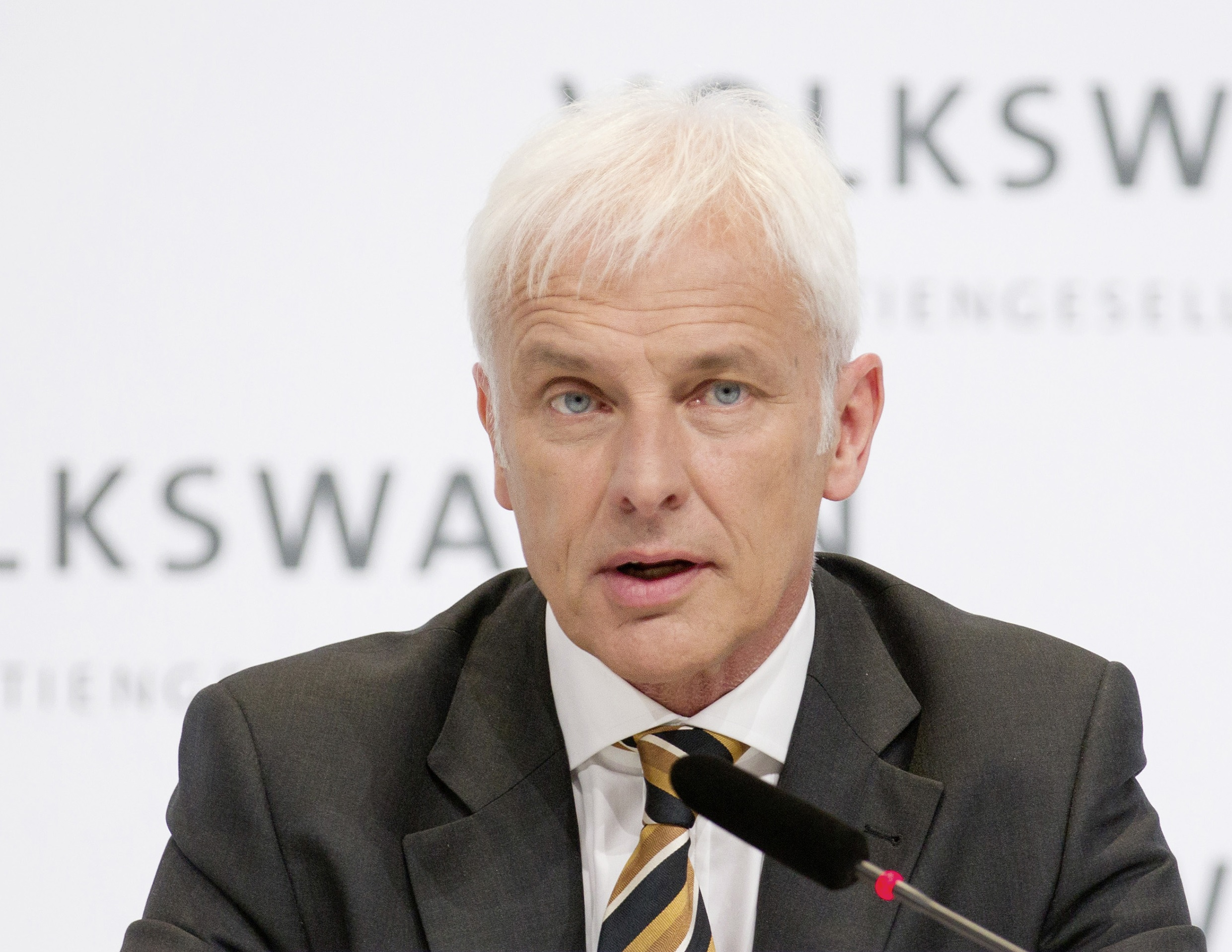
Matthias Müller im März 2015

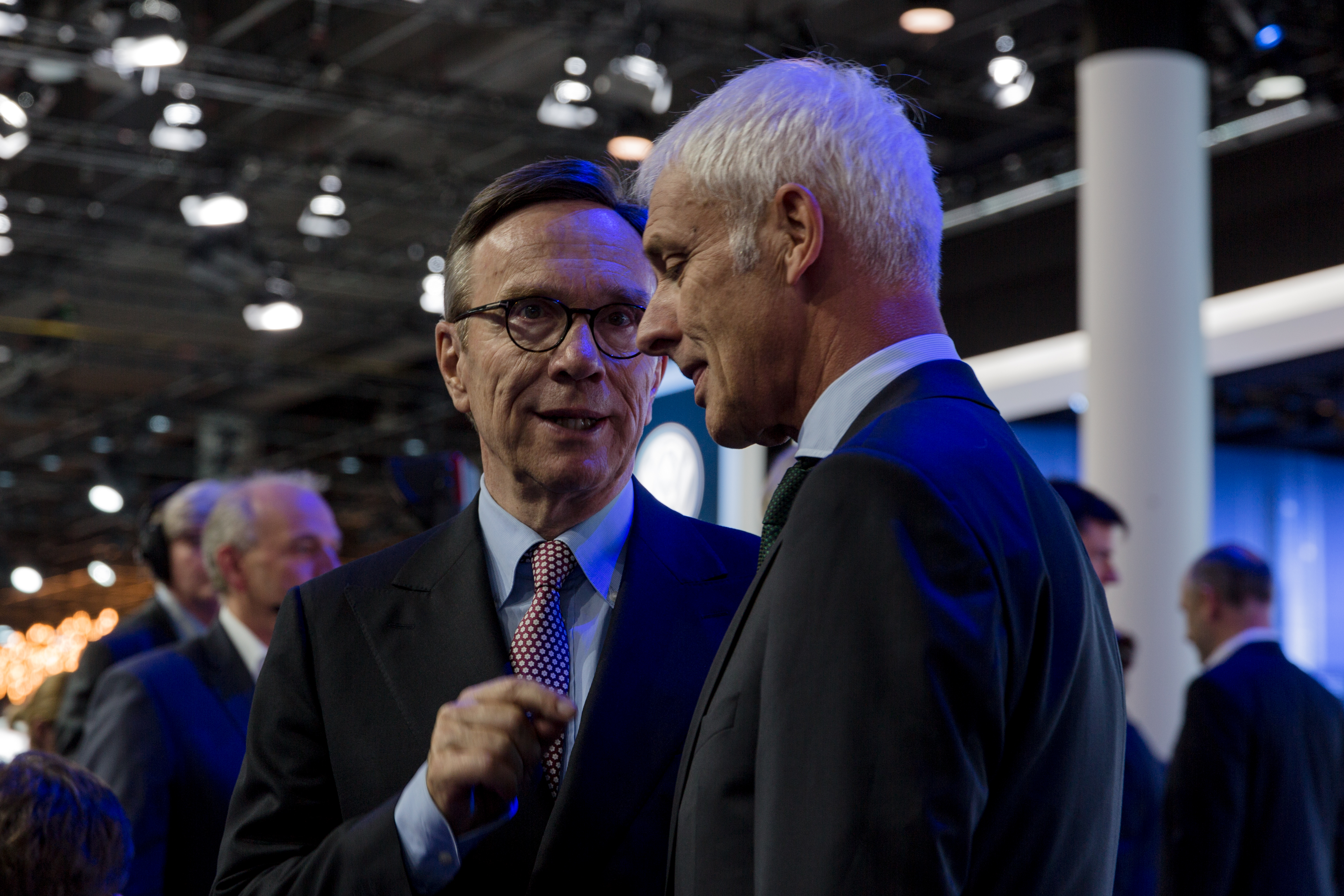
Müller im Gespräch mit VDA-Präsident Matthias Wissmann

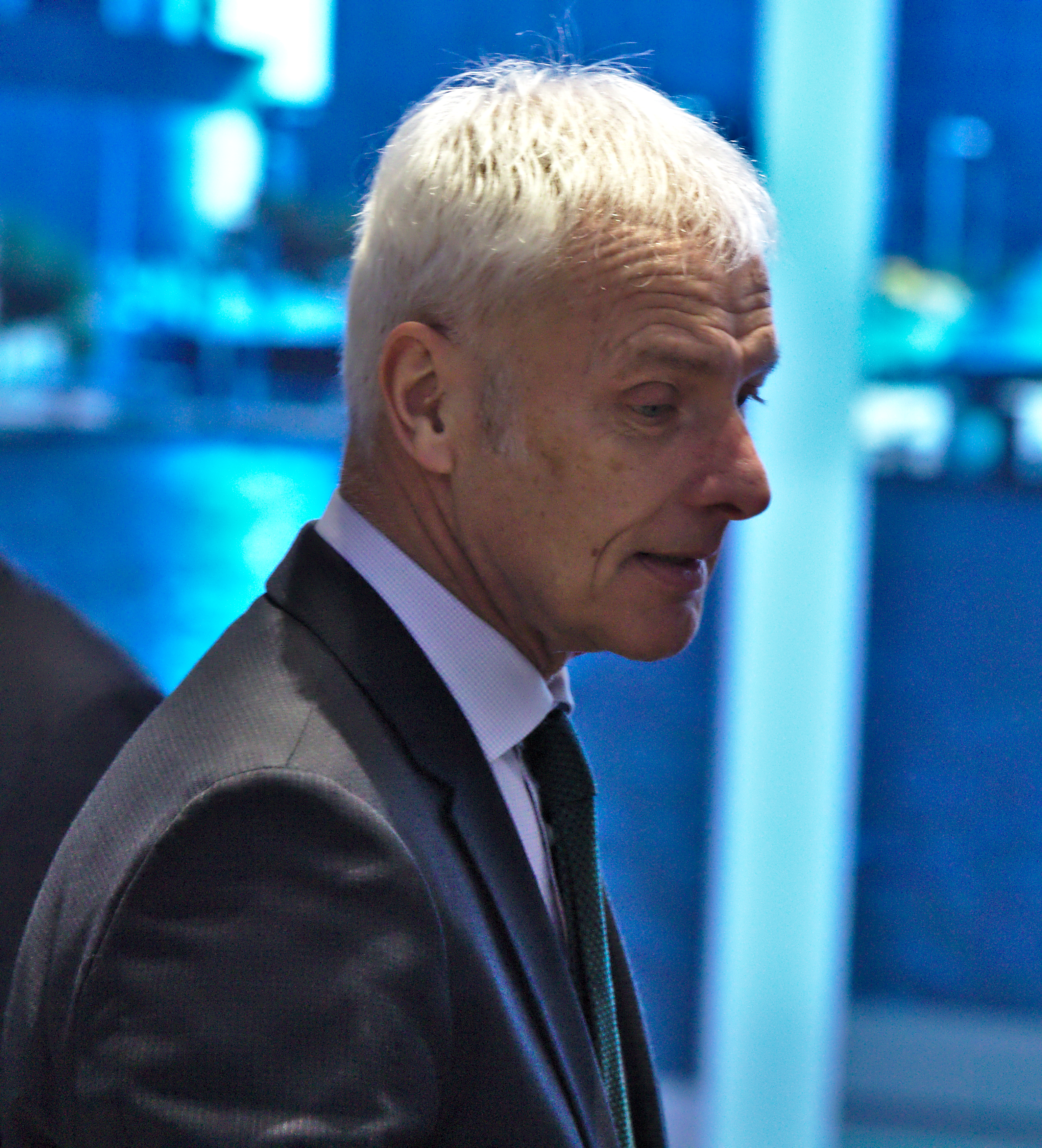
Müller auf dem Genfer Auto-Salon 2018

Matthias Müller (* 9. Juni 1953 in Limbach-Oberfrohna) ist ein deutscher Manager. Müller war von September 2015 bis April 2018 Vorstandsvorsitzender der Volkswagen AG, Vorstandsmitglied der  Porsche-Holding sowie Aufsichtsratsvorsitzender bei Audi.

## Leben
Matthias Müller war drei Jahre alt, als seine Eltern mit ihm die DDR verließen. 1972 beendete Müller eine Berufsausbildung zum Werkzeugmacher bei der Audi NSU Auto Union AG in Ingolstadt. Im darauffolgenden Jahr legte er sein Abitur in Ingolstadt ab und begann anschließend ein Informatikstudium an der Fachhochschule München, das er als Diplom-Informatiker (FH) abschloss.

## Wirken
1978 kehrte er zu Audi zurück. Er übernahm 1984 eine Führungsposition im EDV-Bereich. Von 1993 bis 1995 leitete Müller das Produktmanagement für den Audi A3, danach koordinierte er die Planung sämtlicher Baureihen der Marke.
Ein Jahr nachdem Martin Winterkorn 2002 die Führung von Audi übernommen hatte, wurde Müller Chefkoordinator der sportlichen Markengruppe des VW-Konzerns, die neben Audi auch Seat und Lamborghini umfasste. Als Winterkorn 2007 Chef der Volkswagen AG wurde, nahm er Müller mit nach Wolfsburg, wo dieser zum Generalbevollmächtigten ernannt wurde und als Leiter der Produktstrategie das Produktmanagement sämtlicher Marken des Konzerns steuerte.

## Vorstands- und Aufsichtsratstätigkeit
Im Juli 2010 wurde er mit Wirkung zum 1. Oktober 2010 zum Vorstandsvorsitzenden der Porsche AG ernannt. Im März 2015 erhielt er zusätzlich einen Sitz im Vorstand des Mutterkonzerns Volkswagen mit dem Zuständigkeitsbereich Vorstandsvorsitzender der Dr. Ing. h. c. F. Porsche AG.
Nach dem Rücktritt von Martin Winterkorn im September 2015 im Zuge des Abgasskandals wurde Matthias Müller am 25. September 2015 neuer Vorstandsvorsitzender der Volkswagen AG. Wenige Wochen später wurde er auch zum Aufsichtsratsvorsitzenden der Audi AG gewählt.
Im Oktober 2017 kündigte er an, mit VW bis 2025 rund 80 neue Modelle mit Elektromotoren auf den Markt zu bringen.
Mit Wirkung zum 30. April 2018 legte Müller neben seinem Vorstandsvorsitz der Volkswagen AG auch sein Vorstandsmandat bei der Porsche-Holding nieder.
Als sein Nachfolger der Volkswagen AG wurde am 12. April 2018 Herbert Diess ernannt.
2020 wurde er Aufsichtsratsvorsitzender von Piëch Automotive.

## Varia
Müllers Vater war Rennsportleiter bei der Auto Union AG in Chemnitz und flüchtete 1955 aus der DDR. Die restliche Familie verließ 1956 die DDR und ließ sich beim Vater in Ingolstadt nieder, wo bereits 1949 eine neue Auto Union GmbH gegründet worden war.